# توپنیش (واشینگتن)
توپنیش (به انگلیسی: Toppenish) شهری در شهرستان یاکیما ایالت واشنگتن است که در سرشماری سال ۲۰۱۰ میلادی، ۸۹۴۹ نفر جمعیت داشته است.